# Kisses on the Bottom
Kisses on the Bottom je patnácté sólové studiové album anglického hudebníka Paula McCartneyho, vydané 7. února 2012. Album je dostupné jak na CD, tak i na LP. Obsahuje celkem dvanáct coververzí a dvě autorské písně. Na albu se podíleli například Stevie Wonder, Eric Clapton, Bucky Pizzarelli a Diana Krall, jeho producentem byl Tommy LiPuma.

## Seznam skladeb
| Pořadí | Název                                              | Délka |
| ------ | -------------------------------------------------- | ----- |
| 1.     | I'm Gonna Sit Right Down and Write Myself a Letter | 2:36  |
| 2.     | Home (When Shadows Fall)                           | 4:04  |
| 3.     | It's Only a Paper Moon                             | 2:35  |
| 4.     | More I Cannot Wish You                             | 3:04  |
| 5.     | The Glory of Love                                  | 3:46  |
| 6.     | We Three (My Echo, My Shadow and Me)               | 3:22  |
| 7.     | Ac-Cent-Tchu-Ate the Positive                      | 2:32  |
| 8.     | My Valentine                                       | 3:14  |
| 9.     | Always                                             | 3:50  |
| 10.    | My Very Good Friend the Milkman                    | 3:04  |
| 11.    | Bye Bye Blackbird                                  | 4:26  |
| 12.    | Get Yourself Another Fool                          | 4:42  |
| 13.    | The Inch Worm                                      | 3:43  |
| 14.    | Only Our Hearts                                    | 4:21  |

| Deluxe edice | Deluxe edice         | Deluxe edice |
| Pořadí       | Název                | Délka        |
| ------------ | -------------------- | ------------ |
| 15.          | Baby's Request       | 3:30         |
| 16.          | My One and Only Love | 3:50         |